# Фукозит
Фукозит (англ. fucosite, нім. Fucosit m) – викопний вуглеводень. 

## Опис
Містить: C – 44,69; H – 6,21; N – 4,82; S – 2,67; O – 41,61. Утворює темно-бурі або бурувато-жовті еластичні кірочки. У воді набухає і частково розчиняється. Зустрічається в пісковиках і глинистих породах (Hackford, 1932).  